# Beaumarchés
Beaumarchés är en kommun i departementet Gers i regionen Occitanien i sydvästra Frankrike. Kommunen ligger i kantonen Plaisance som tillhör arrondissementet Mirande. År 2022 hade Beaumarchés 679 invånare.

## Befolkningsutveckling
Antalet invånare i kommunen Beaumarchés
Referens:INSEE